# Grab mit den Händchen

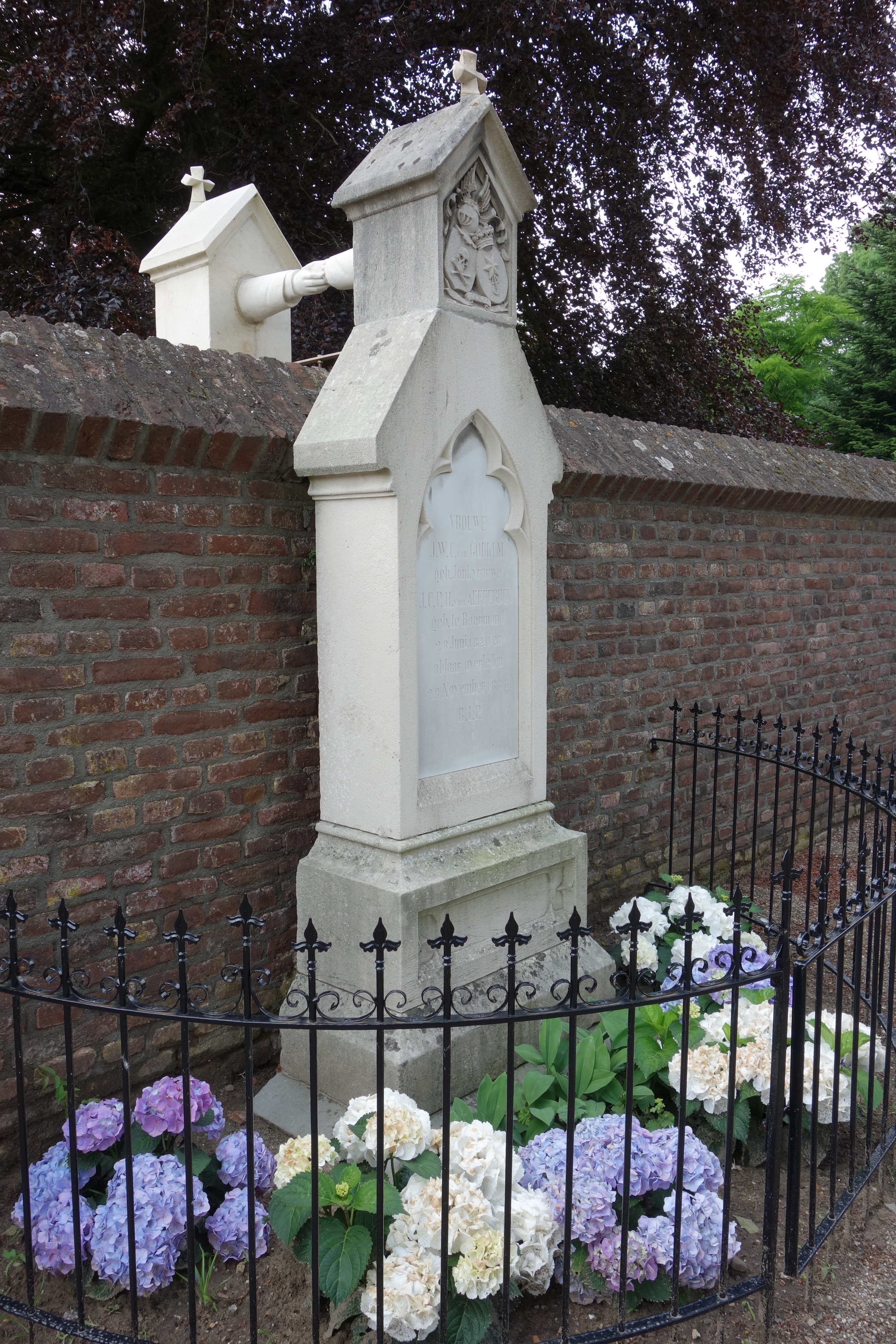
Das Grab mit den Händchen (Van Aefferden)

Das Grabmal Van Gorkum-Van Aefferden, besser bekannt als das Grab mit den Händchen (niederländisch het graf met de handjes), ist ein ungewöhnliches Doppelgrab in der niederländischen Stadt Roermond. Das Doppelgrab ist ein Rijksmonument und wurde wegen seines kultur- und architekturhistorischen Wertes unter Denkmalschutz gestellt.

## Geschichte
Das Grab befindet sich auf dem 1785 angelegten Oude Kerkhof (Alter Kirchhof) außerhalb von Roermond. 1858 wurden die Grabfelder der christlichen Konfessionen und der jüdischen Gemeinde jeweils durch Mauern voneinander getrennt.
Jacobus van Gorkum (1809–1880) gehörte einer reformierten Familie aus Amsterdam an und war Miliz-Kommissar der Provinz Limburg. Jonkvrouw Josephina van Aefferden (1820–1888) stammte dagegen aus einem katholischen Adelsgeschlecht aus Roermond, dessen Mitglieder die Ablösung von Limburg aus den protestantischen Niederlanden und den Anschluss an das katholische Belgien anstrebten. Trotzdem verliebten sich Jacobus und Josephina ineinander. Da eine interkonfessionelle Ehe und die unterschiedliche soziale Stellung wegen der Versäulung umstritten waren, konnten sie nicht in Roermond heiraten, sondern ließen sich im Jahr 1842 im Gelderner Dörfchen Pont trauen. Als Ehepaar lebten sie in Roermond und bekamen fünf Kinder; beide blieben zeitlebens bei ihrer Konfession. Als van Gorkum 1880 starb, ließ seine Witwe ihn im protestantischen Teil des Friedhofes direkt an der Mauer, die den reformierten vom katholischen Teil des Friedhofs trennte, bestatten und eine Grabstele aufstellen, auf der sein Wappen im Giebelfeld abgebildet und sie als seine Ehefrau genannt ist. Als sie acht Jahre später ebenfalls starb, wurde sie ihrem Wunsch entsprechend auf der katholischen Seite der Mauer in geweihter Erde beigesetzt. Ihre Kinder ließen ihr eine fast identische Grabstele aufstellen, in deren Giebelfeld beide Familienwappen vereint sind. Aus den Stelen ragen Arme, die sich über die Trennmauer hinweg die Hände reichen; beide Grabsteine tragen das heraldische Motto Vivit post funera virtus – „Tugend überlebt den Tod“.

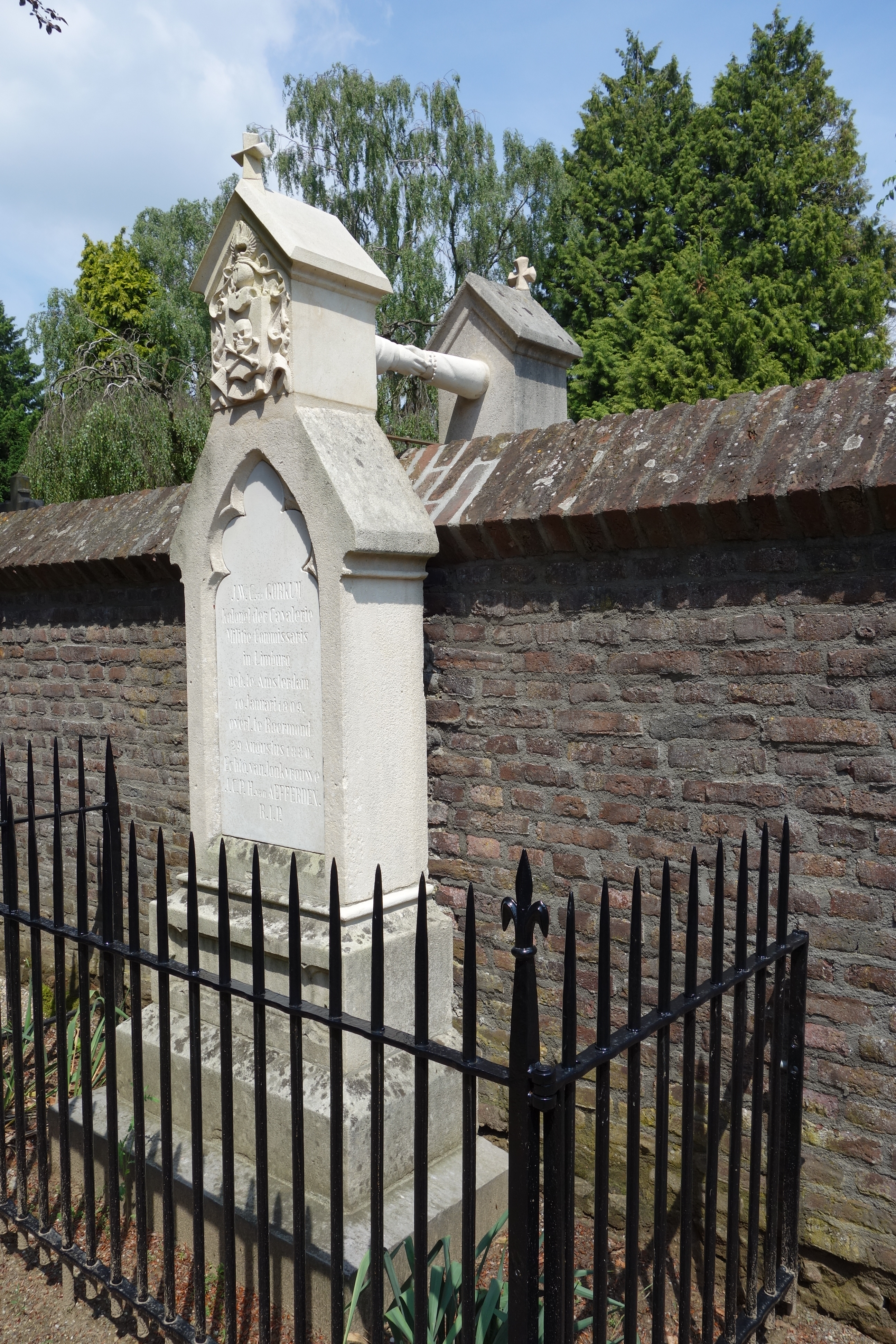
Van Gorkum
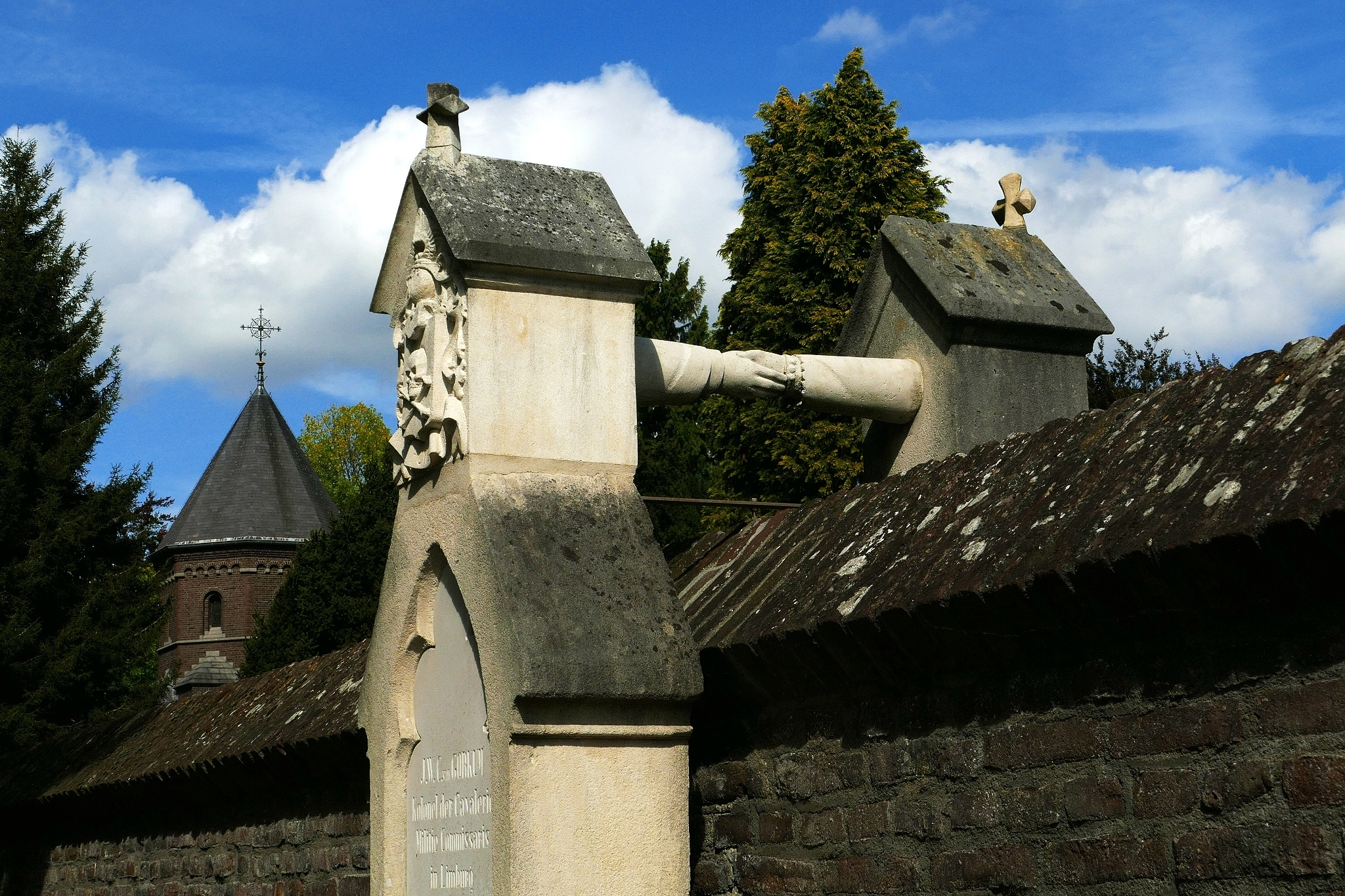
Detail

## Rezeption
Die Geschichte der Josephina van Gorkum wurde von Pénélope Bagieu in den ersten Band ihrer graphischen Serie Culottées — Des femmes qui ne font que ce qu'elles veulent (Gallimard) aufgenommen, die nicht nur ins Deutsche übersetzt, sondern nach der originalen filmischen Adaption (Silex Films) unter dem deutschen Titel Unerschrocken! – Echte Heldinnen  auch synchronisiert wurde (Sprecherin: Anke Engelke). 